# چتموهر
چتموهر (به لاتین: Chatmohar Upazila) یک منطقهٔ مسکونی در بنگلادش است که در ناحیه پابنا واقع شده‌است. چتموهر ۳۱۴٫۳۲ کیلومتر مربع مساحت و ۲۹۱٬۱۲۱ نفر جمعیت دارد.